# Vlag van Vianen

Vlag van de gemeente Vianen
(1988-2019)

De vlag van Vianen is op 31 maart 1988 bij raadsbesluit vastgesteld als de gemeentevlag van de destijds Zuid-Hollandse gemeente Vianen. De vlag kan als volgt worden beschreven:
Een hoogte-breedteverhouding van 2:3, met op de vlag drie banen van geel, wit en rood met een hoogteverhouding 1:4:1, de witte baan beladen met drie zwarte zuilen, geplaatst twee en een tegen de broeking, met een hoogte van 1/5 van de vlaghoogte, de bovenste zuilen op 1/10 en 3/10 van de vlaglengte, de onderste op 1/5 van de vlaglengte.
De vlag is ontworpen door Hans van Heijningen en is afgeleid van het gemeentewapen. De gele en rode baan verwijzen naar Everdingen en Hagestein, die in 1986 aan de gemeente waren toegevoegd. De vlag verving een eerdere vlag.
Op 1 januari 2002 ging Vianen over naar de provincie Utrecht. Op 1 januari 2019 is de gemeente opgegaan in Vijfheerenlanden, waardoor de vlag als gemeentevlag kwam te vervallen.

## Voorgaande vlag

Vlag van de gemeente Vianen
(1977-1988)

Op 27 januari 1977 werd een vlag vastgesteld die als volgt kan worden beschreven:
 wit, met aan de hijszijde drie zwarte zuilen, geplaatst twee en een op 1/3 van de vlaglengte.
Deze vlag kwam overeen met de afbeelding op het gemeentewapen.

## Verwante afbeeldingen

Het wapen van Vianen

Amerongen 
· Benschop 
· Breukelen 
· Doorn 
· Driebergen-Rijsenburg 
· Harmelen 
· Jutphaas 
· Kamerik 
· Kockengen 
· Leersum 
· Linschoten 
· Loenen 
· Loosdrecht 
· Maarn 
· Maarssen 
· Maartensdijk 
· Mijdrecht 
· Polsbroek 
· Snelrewaard 
· Stoutenburg 
· Vianen 
· Vinkeveen en Waverveen 
· Vleuten-De Meern 
· Vreeswijk 
· Wilnis 
· Zegveld 
· Zuilen
Alkemade 
· Ameide 
· Ammerstol 
· Arkel 
· Asperen 
· Benthuizen 
· Bergambacht 
· Bergschenhoek 
· Berkel en Rodenrijs 
· Bernisse 
· Binnenmaas 
· Bleiswijk 
· Bleskensgraaf en Hofwegen
· Bodegraven 
· Boskoop
· Brielle 
· Cromstrijen 
· De Lier 
· Delfshaven 
· Dirksland 
· Everdingen 
· Geervliet 
· Giessenburg 
· Giessenlanden
· Goedereede 
· Goudswaard 
· Graafstroom 
· 's-Gravendeel 
· 's-Gravenzande 
· Groot-Ammers
· Hagestein 
· Haastrecht 
· Hazerswoude 
· Heenvliet 
· Heerjansdam 
· Hei- en Boeicop
· Heinenoord
· Hellevoetsluis 
· Hillegersberg
· Jacobswoude
· Kamerik
· Korendijk
· Koudekerk aan den Rijn
· Krimpen aan de Lek
· Langerak
· Leerdam
· Leidschendam
· Leimuiden
· Lexmond
· Liemeer
· Liesveld
· Maasland
· Middelharnis
· Mijnsheerenland
· Moerhuizen
· Moerkapelle
· Molenwaard
· Monster
· Moordrecht
· Naaldwijk
· Nederlek
· Nieuw-Beijerland
· Nieuwerkerk aan den IJssel
· Nieuw-Lekkerland
· Nieuwpoort
· Nieuwveen
· Noordwijkerhout
· Nootdorp
· Numansdorp
· Oostflakkee
· Oostvoorne
· Oud-Alblas
· Oud-Beijerland 
· Oude-Tonge 
· Oudenhoorn 
· Ouderkerk 
· Ouderkerk aan den IJssel
· Overschie
· Piershil 
· Pijnacker 
· Poortugaal 
· Puttershoek 
· Reeuwijk 
· Rhoon 
· Rijnsaterwoude 
· Rijnsburg 
· Rijnwoude 
· Rockanje 
· Rozenburg 
· Sassenheim 
· Schelluinen 
· Schipluiden 
· Schoonhoven 
· Schoonrewoerd 
· Sommelsdijk 
· Spijkenisse 
· Streefkerk 
· Strijen 
· Ter Aar 
· Valkenburg 
· Vianen 
· Vierpolders 
· Vlist 
· Voorburg 
· Voorhout 
· Warmond 
· Wateringen 
· Westmaas 
· Westvoorne 
· Woerden 
· Woubrugge 
· Zederik 
· Zevenhoven 
· Zevenhuizen 
· Zevenhuizen-Moerkapelle 
· Zuid-Beijerland 
· Zuidland 
· Zwammerdam 
· Zwartewaal